# Буччинаско
Буччинаско (італ. Buccinasco) — муніципалітет в Італії, у регіоні Ломбардія, метрополійне місто Мілан.
Буччинаско розташоване на відстані близько 480 км на північний захід від Рима, 8 км на південний захід від Мілана.
Населення — 26 982 особи (2012).

## Демографія
Населення за роками:

Станом на 1 січня 2023 року в муніципалітеті офіційно проживало 1545 іноземців з 74 країн, серед них 426 громадян країн Євросоюзу та 124 громадяни України.

## Сусідні муніципалітети
- Ассаго
- Корсіко
- Мілан
- Треццано-суль-Навільйо
- Цибідо-Сан-Джакомо